# Themis Christophidou

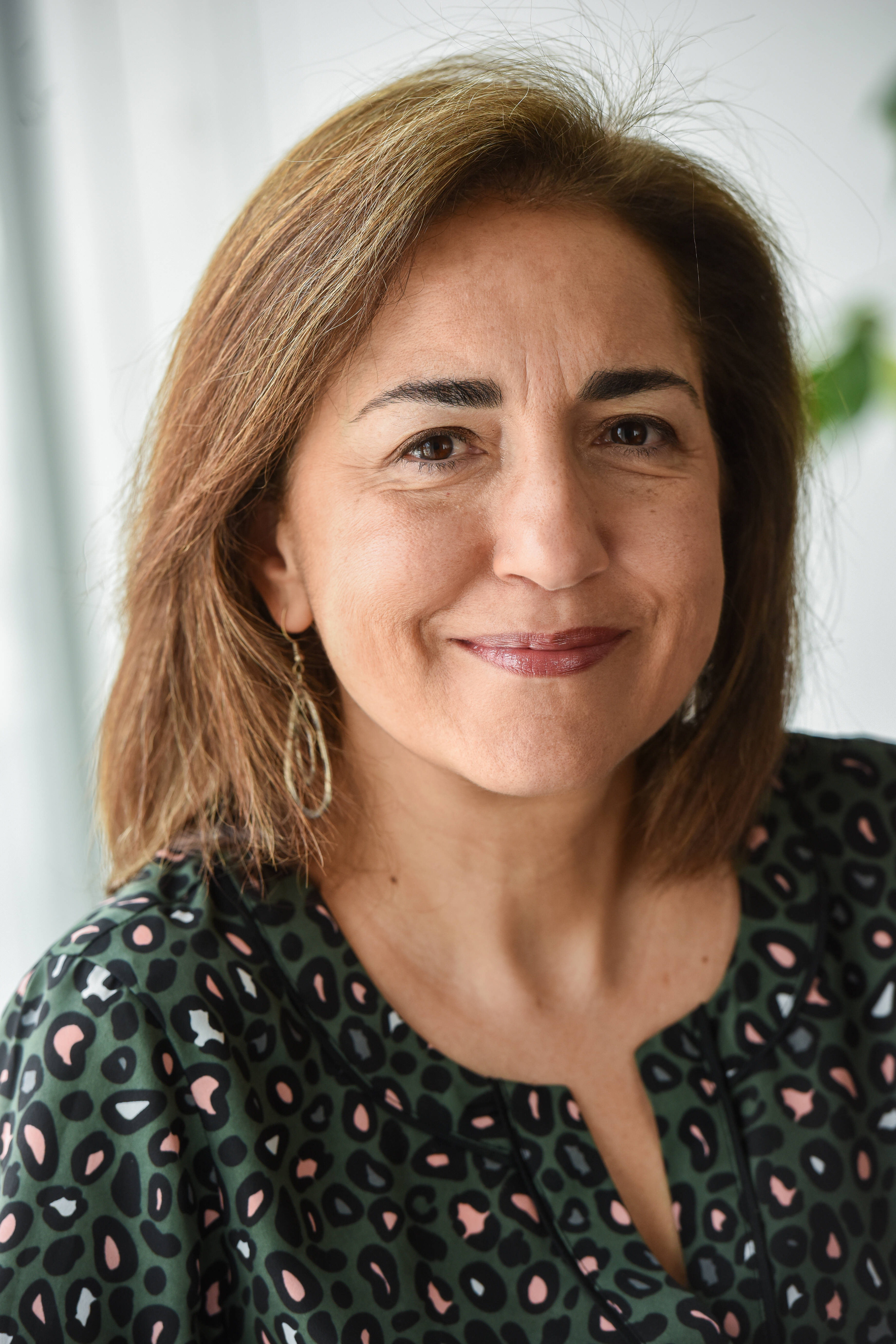
Themis Christophidou

Themis Christophidou ist eine zypriotische EU-Beamtin und amtiert seit September 2023 als Generaldirektorin der Generaldirektion Regionalpolitik und Stadtentwicklung. Zuvor war sie ab März 2018  Generaldirektorin der Generaldirektion Bildung, Jugend, Sport und Kultur.

## Leben
Themis Christophidou studierte Bauingenieurwesen an der Nationalen Technischen Universität Athen mit Masterabschluss 1986. Anschließend war sie in der griechischen Baubranche tätig. Sie wechselte 1995 als Beraterin nach Brüssel zum Rat der Gemeinden und Regionen Europas. Von 1998 bis 2001 war sie Beraterin für den Kapazitätsaufbau der Erweiterungsstaaten.
In den Dienst der Europäischen Kommission trat sie 2001 in der Direktion für Regionalpolitik und bekleidete dort verschiedene Positionen. Von 2011 bis 2018 war sie nacheinander stellvertretende Kabinettschefin bzw. Kabinettschefin für die Kommissionsmitglieder Androulla Vassiliou, Maria Damanaki und Christos Stylianides.